# Arrest Von Colson en Kamann

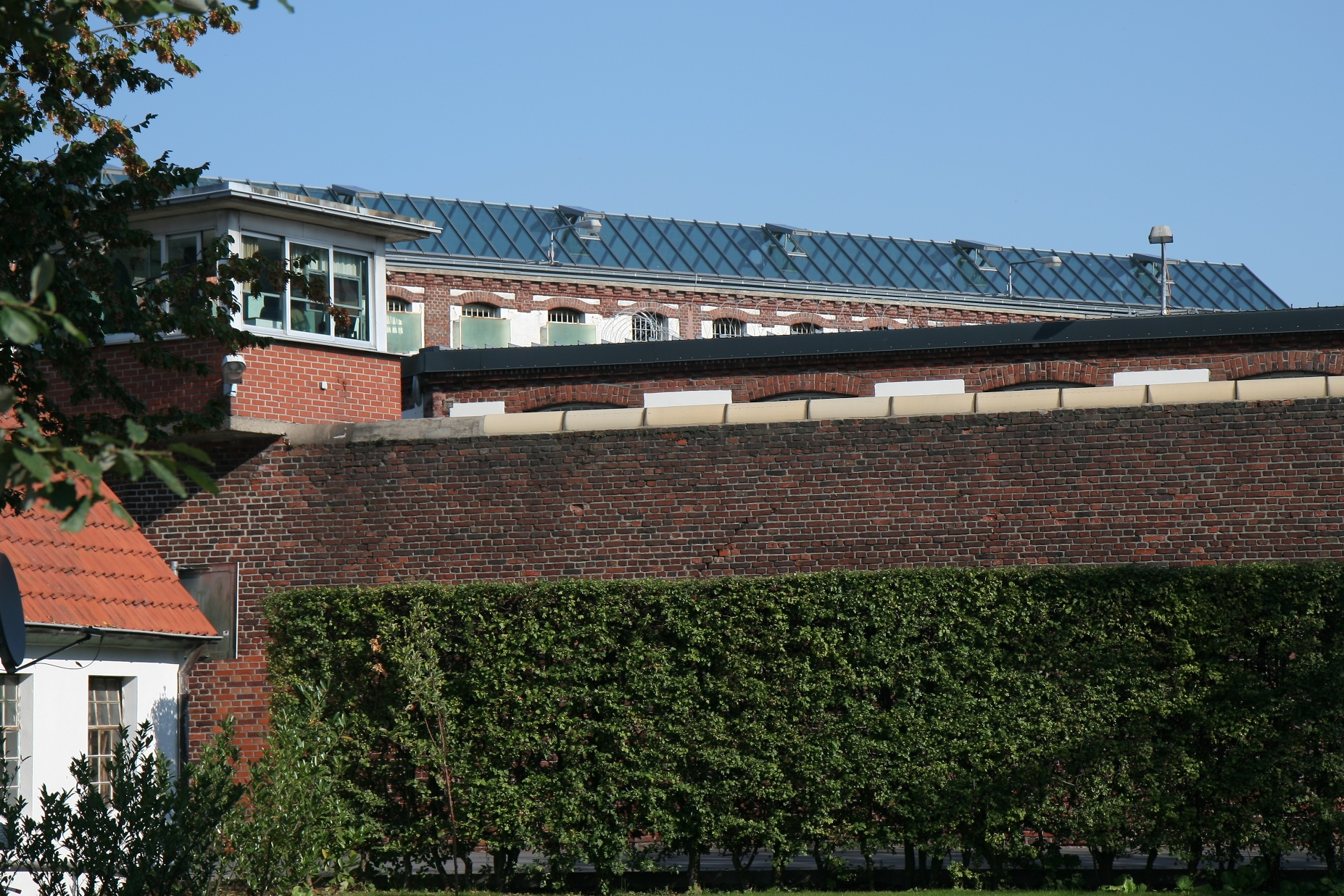
Gevangenis van Werl: muur met observatiepost

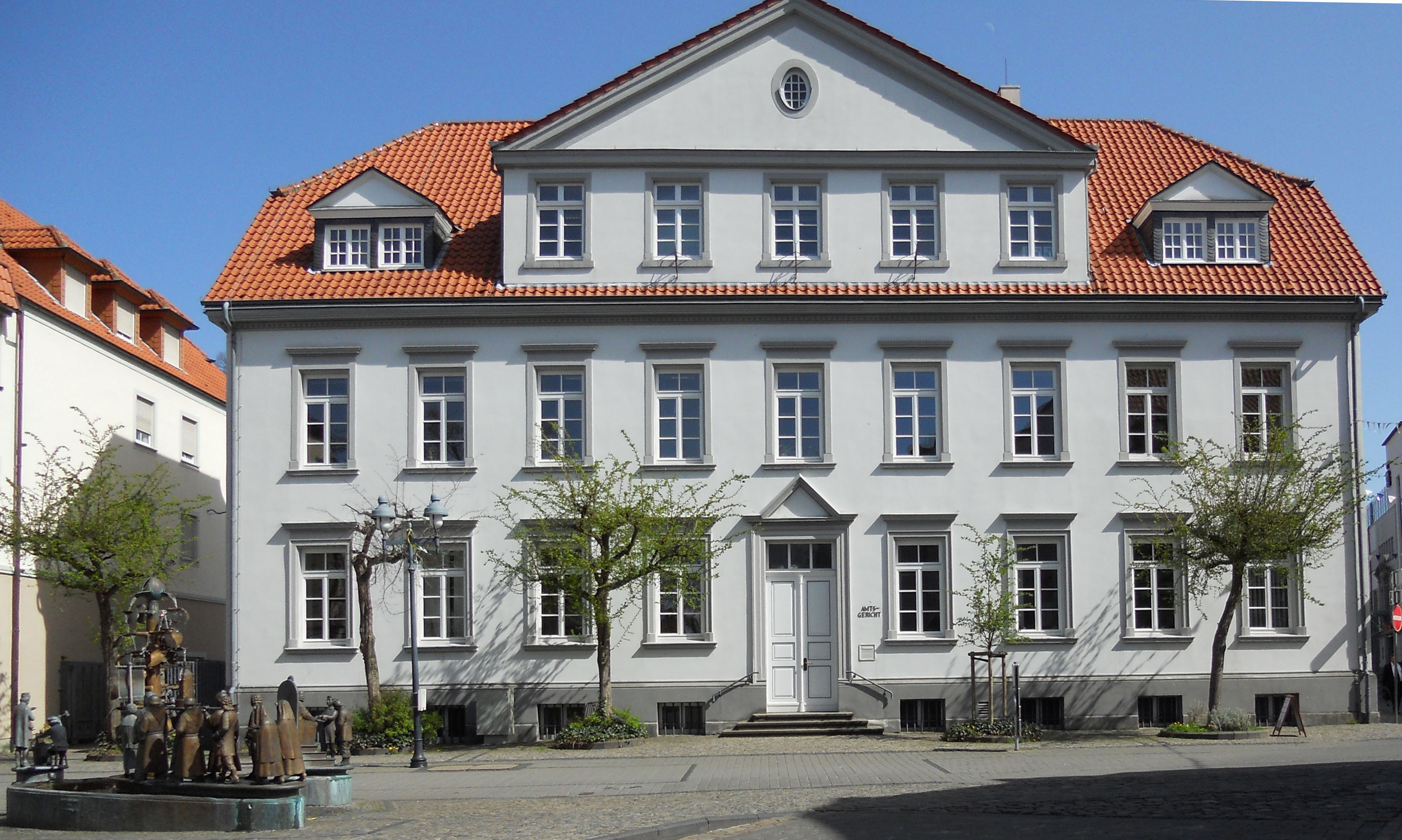
Amtsgericht Werl

Het arrest Von Colson en Kamann is een prejudiciële beslissing van het Europees Hof van Justitie van 10 april 1984 (zaak 14/83), inzake
- het beginsel van gelijke behandeling van mannen en vrouwen,
- twee vrouwen die tegenover de overheid een beroep doen op een niet tijdig geïmplementeerde richtlijn,
- geen directe werking van deze richtlijn wat betreft sancties op discriminatie,
- een opdracht aan de nationale rechter tot richtlijnconforme uitleg van nationale wetgeving.

## Richtlijn
Richtlijn 76/207/EEG van de Raad van 9 februari 1976
betreffende de tenuitvoerlegging van het beginsel van gelijke behandeling van mannen en vrouwen ten aanzien van de toegang tot het arbeidsproces, de beroepsopleiding en de promotiekansen en ten aanzien van de arbeidsvoorwaarden

## Casus en procesverloop
In 1982 waren er bij de strafinrichting te Werl
twee posten van maatschappelijk werker vacant.
De twee verzoeksters in het hoofdgeding solliciteerden naar die posten, maar uiteindelijk werden er twee mannelijke sollicitanten aangesteld.
Verzoeksters hebben bij het Arbeitsgericht Hamm beroep ingesteld tegen de deelstaat Nordrhein-Westfalen, waaronder de strafinrichting te Werl ressorteert; zij vorderen

- vaststelling in rechte, dat verzoeksters louter op grond van hun geslacht niet zijn aangesteld, alsmede
- veroordeling van de gedaagde deelstaat om hun een arbeidsovereenkomst bij hogergenoemde strafinrichting aan te bieden,
- subsidiair, hun een schadevergoeding te betalen overeenkomende met zes maandsalarissen.

Verzoekster von Colson vordert subsidiair bovendien vergoeding van de bij gelegenheid van haar sollicitatie gemaakte reiskosten ten bedrage van DM 7,20.
Het Arbeitsgericht heeft feitelijk vastgesteld, dat verzoeksters op grond van hun geslacht niet zijn aangesteld.
Niettemin meent het, op grond van Duits recht hun vorderingen niet te kunnen toewijzen,
behalve voor wat de subsidiaire vordering van verzoekster von Colson van DM 7,20 reiskosten betreft.

Deze rechter heeft het Hof van Justitie verzocht om een prejudiciële beslissing.

## Rechtsvragen
- 6e vraag – Heeft richtlijn 76/207 directe werking wat betreft sancties op discriminatie? (Neen.)
- 1e vraag – Kunnen verzoeksters recht doen gelden op een aanstelling? (Neen.)
- 5e vraag – Zo nee: Omvang schadevergoeding?

## Uitspraak Hof
[dictum]

2. De richtlijn [nr. 76/207] behelst met betrekking tot de op discriminatie te stellen sancties geen onvoorwaardelijke en voldoende nauwkeurige verplichting waarop een particulier zich bij gebreke van tijdig vastgestelde uitvoeringsmaatregelen zou kunnen beroepen om krachtens de richtlijn een bepaalde schadevergoeding te verkrijgen, wanneer de nationale bepalingen een dergelijk rechtsgevolg niet regelen of toelaten.
3. Ofschoon richtlijn nr. 76/207 de Lid-Staten vrijlaat om voor de op schending van het discriminatieverbod te stellen sanctie een keuze te maken uit de verschillende oplossingen die geschikt zijn om het doel van de richtlijn te bereiken,
impliceert zij niettemin dat, zo een Lid-Staat verkiest de schending van dat verbod door middel van een schadevergoeding te sanctioneren, deze vergoeding – wil haar doeltreffendheid en afschrikkend effect verzekerd zijn – in elk geval in een passende verhouding moet staan tot de geleden schade en dus meer moet zijn dan een
zuiver symbolische vergoeding, zoals bijvoorbeeld terugbetaling van enkel de in verband met de sollicitatie gemaakt kosten.
Het staat aan de nationale rechter om, ten volle gebruik makend van de hem door zijn nationale recht toegekend beoordelingsvrijheid, de ter uitvoering van de richtlijn vastgestelde wet uit te leggen en toe te passen in overeenstemming met de eisen van het gemeenschapsrecht.

## Conclusie
- De casus betreft twee vrouwen, die tegenover de overheid een beroep doen op directe werking van een niet tijdig geïmplementeerde richtlijn inzake gelijke behandeling van mannen en vrouwen.
- Wat betreft sancties op discriminatie ontbreekt directe werking, omdat de richtlijn geen uitsluitsel geeft wat de sanctie zou moeten inhouden.
- Wel een opdracht aan de nationale rechter tot richtlijnconforme uitleg van nationale wetgeving.
- Een zuiver symbolische schadevergoeding is onvoldoende.

## Tot besluit (1)
Dit arrest is een vervolg op de arresten Van Duyn (1974) en Ratti (1978),
waarin een beroep op directe werking van een richtlijn wél werd gehonoreerd.

## Tot besluit (2)
De arresten Defrenne II (1976) en III (1978) zijn niet gebaseerd
op de richtlijn, maar wel op het achterliggende beginsel van gelijke behandeling.
De casus van Gabrielle Defrenne dateert van 1968.
Ze deed een beroep op verdragsbepalingen, reden waarom alleen in het tweede arrest haar claim werd gehonoreerd.
Verschillende bekende arresten hebben betrekking op bovengenoemde richtlijn:
Tanja Kreil (1999), Angela Sirdar (2000).